# Genossenschaft Migros Luzern
Die Genossenschaft Migros Luzern (GMLU) ist eine von zehn Genossenschaften der Migros. Sie hat ihren Sitz in Dierikon und ist ein rechtlich eigenständiges Unternehmen innerhalb des Migros-Genossenschafts-Bundes (MGB). Gemessen am Umsatz ist die 1941 gegründete Migros Luzern die viertgrösste aller Migros-Genossenschaften.

## Organisation und Kennzahlen
Das Einzugsgebiet der Genossenschaft Migros Luzern umfasst die Kantone Luzern, Nidwalden, Obwalden, Uri und Zug sowie den südlichen Teil des Kantons Schwyz. Am Genossenschaftskapital des MGB hält sie einen Anteil von 4,6 %. Im Jahr 2023 zählte die Migros Luzern 210'291 Genossenschafter, die durch einen alle vier Jahre neu gewählten Genossenschaftsrat mit aktuell 38 Mitgliedern vertreten werden. Neun der Ratsmitglieder sind gleichzeitig Delegierte an die Delegiertenversammlung des MGB. 2024 erwirtschafteten 4'568 Mitarbeiter einen Umsatz von 1,497 Milliarden Franken, wobei der Gewinn 26,9 Millionen Franken betrug. Der Hauptsitz der Genossenschaft ist das Verteilzentrum in Dierikon.
Um die Effektivität des Supermarktgeschäft zu steigern nahm am 1. Januar 2024 die zentral gesteuerte Migros Supermarkt AG als Tochterunternehmen des MGB den Betrieb auf.

### Verwaltung
Der sechsköpfige Verwaltungsrat der Genossenschaft Migros Luzern besteht aus Felix Meyer (Präsident), Rafael Bieri (Vizepräsident), René Nietlispach (Mitarbeitendenvertreter), Marianne Schnarwiler, Salome Krummenacher und Denis Druzic. Meyer hat das Verwaltungspräsidium per 1. Juli 2020 von Anton Wechsler übernommen.

### Geschäftsleitung
Die Geschäftsleiter der Genossenschaft Migros Luzern seit 1949:
- Rudolf Weber (1949–1972)[9]
- Eugen Hunziker (1972–1975)[10]
- Rolf Frieden (1975–1992)[11]
- Peter Birrer (1992–1996)[11]
- Ernst Weber (1997–2012)[12]
- Felix Meyer (2012–2020)[13]
- Guido Rast (seit 2020)[14]

## Geschäftstätigkeit

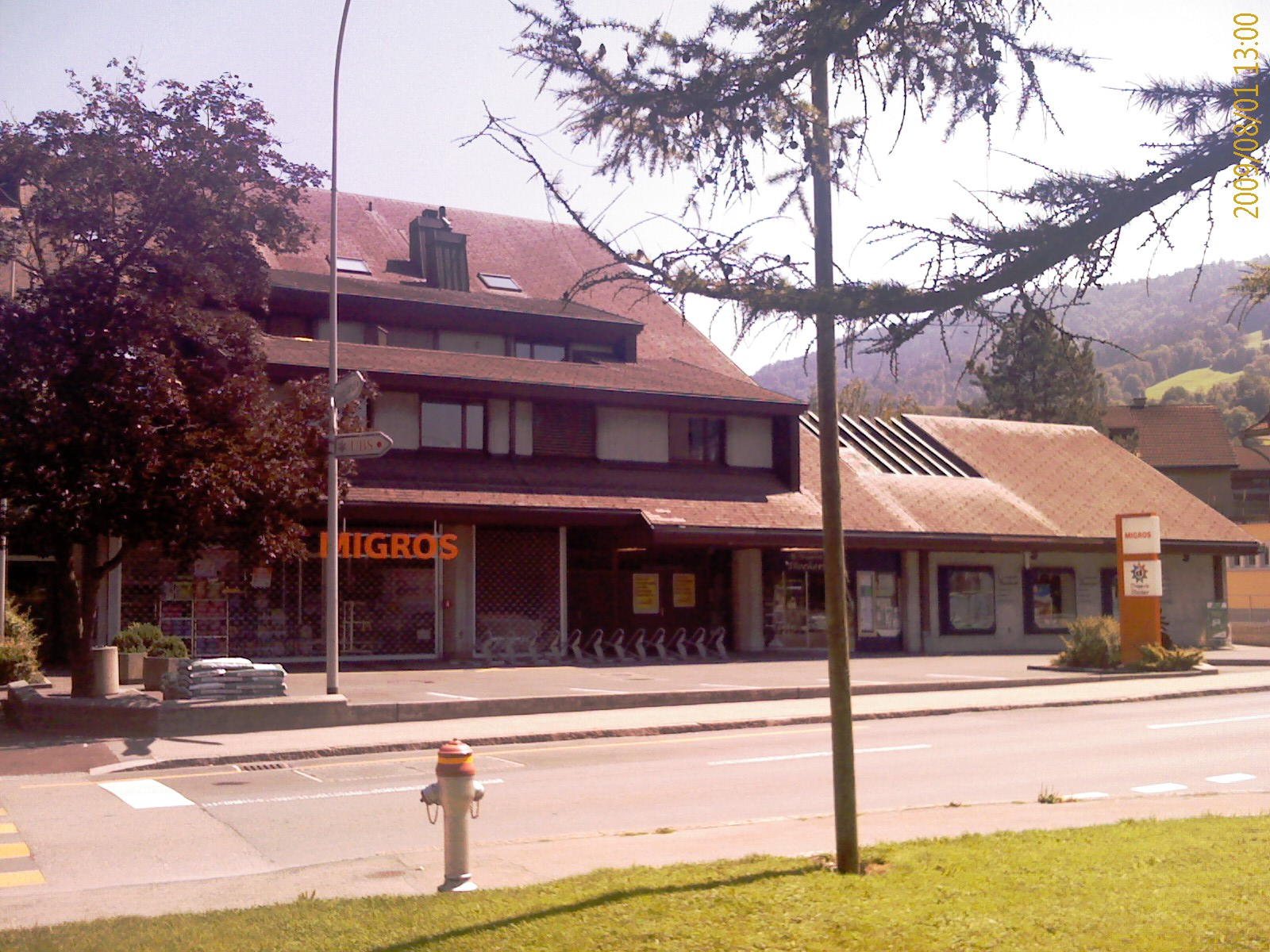
Migros-Filiale in Malters (2009)

Zur Genossenschaft Migros Luzern gehören (Stand 2019):
- 55 Supermärkte und Einkaufszentren (37 M-Filialen, 12 MM-Filialen und 5 MMM-Filialen, 1 Migros Daily)
- 23 Fachmärkte (5 Do it+Garden, 1 Interio, 7 Melectronics, 5 Micasa, 5 SportX)
- 5 Outlet-Center
- 6 VOI Migros Partner und 3 Migros Partner (Franchising)[16]
- 20 Gastronomiebetriebe (12 Migros-Restaurant, 4 Catering, 3 Take-away Daily, 1 Migros Take-away)
- 20 Fitnesscenter (3 Fitnesspark, 2 Sportpark, 14 ONE Training Center, 1 Only Fitness)
- 2 Golfplätze (Holzhäusern, Oberkirch)

Die Migros-Klubschulen wurden Anfang 2022 von Miduca übernommen. Per 1. Januar 2022 hat Movemi die Fitnesscenter der Genossenschaft Migros Luzern (Fitnesspark, ONE Training Center, Only Fitness) übernommen. Per 1. Juli 2022 wurden sechs Golfanlagen der Migros-Genossenschaften in der Migros Golf AG mit Sitz in Dierikon gebündelt, welche von der Migros Luzern geführt wird. 2022 wurde das Migros-Restaurant in der Mall of Switzerland geschlossen, 2024 die Melectronics-Filiale. Bereits Ende Juni 2023 wurde die Melectronics-Filiale in Rothenburg geschlossen. Der Betrieb der beiden Sportparks wurde per 1. Dezember 2024 an die Padelta AG ausgelagert.

## Geschichte
Am 11. April 1930 expandierte die Migros AG in die Zentralschweiz, als sie an der Grabenstrasse in Luzern einen Laden eröffnete. Die ersten Filialen wurden noch von Zürich aus betreut. Die Gründung der Genossenschaft Migros Luzern und die gleichzeitige Aufnahme in den MGB erfolgte am 11. Dezember 1941. Im November 1949 erhielt die Genossenschaft ihre eigene, von Zürich unabhängige, Geschäftsleitung. Im gleichen Jahr wurde der erste Selbstbedienungsladen in Luzern eröffnet. Mit der Eröffnung einer eigenen Betriebszentrale in Ebikon am 1. Januar 1950 endete auch die betriebliche Abhängigkeit der damals sechs Zentralschweizer Filialen. Wie in anderen Regionen der Schweiz musste die Migros den hartnäckigen Widerstand von Behörden und Gewerbetreibenden überwinden. So war es ihr beispielsweise im Kanton Zug erst 1952 gestattet, Verkaufswagen einzusetzen. Ausserdem durften die Verkaufswagen in allen Zentralschweizer Kantonen nicht auf öffentlichem Grund anhalten.
Die Migros Luzern führte am 4. April 1960 ohne Vorankündigung den ersten Selbstbedienungs-Verkaufswagen ein. Er verkehrte auf der Strecke Sursee–Triengen–Reiden–Hasle und fand bei der Kundschaft Gefallen. Da er auch eine markante Umsatzsteigerung ermöglichte, folgten die übrigen Genossenschaften rasch diesem Beispiel. 1967 wurde im Shopping-Center Schönbühl, dem ersten Einkaufszentrum der Schweiz, eine Filiale eröffnet. Mittlerweile stiess das Betriebsgebäude in Ebikon an seine Kapazitätsgrenzen. 1969 begann der Bau einer neuen Verteilzentrale in Dierikon, die zwei Jahre später ihren Betrieb aufnahm. Zahlreiche Filialen konnten erst nach überstandenen Volksabstimmungen gebaut werden. Beispielsweise musste die Landsgemeinde des Kantons Nidwalden dem Bau des Einkaufszentrums Länderpark in Stans zustimmen, das 1980 eröffnet wurde. Fünf Jahre später zählte die Migros Luzern erstmals mehr als 100'000 Genossenschafter. 1993 überstieg der Umsatz die Milliardengrenze, und 1997 endete die Ära der Verkaufswagen. 1999 entwickelte die Genossenschaft das Herkunftslabel „Aus der Region. Für die Region.“ 2002 wurde in der Betriebszentrale in Dierikon die erste Migros-Fundgrube eröffnet. 2008 wurde in Reiden der schweizweit erste Migros-Outlet eröffnet, woraufhin die Fundgrube in Dierikon entsprechend umbenannt wurde. Im August 2019 begann Migros Luzern in einigen Filialen Produkte aus biologisch-dynamischer Landwirtschaft (Demeter) ins Sortiment aufzunehmen. Im Mai 2021 begann die Migros Luzern mit einem Projekt zur Plastiksammlung und bietet dazu kostenpflichtige Sammelsäcke an.
Anfang Dezember 2021 entschieden die Delegierten der Migros Luzern, die Genossenschaftsmitglieder darüber abstimmen zu lassen, ob künftig alkoholische Getränke verkauft werden sollen. Die Urabstimmung fand im Juni und Juli 2022 statt. Dabei lehnten die Mitglieder den Alkoholverkauf mit 74,7 % der Stimmen deutlich ab. Voraussichtlich 2026 will die Migros Luzern in Oberdorf den fünften Standort innerhalb des Kantons Nidwalden eröffnen. Im Oktober 2024 gab der MGB bekannt, dass Logistik-Dienstleistungen der Migros Tessin schrittweise bis 2030 im Verteilzentrum der Migros Luzern zentralisiert werden.